# L'estel misteriós
L'estel misteriós és el desè àlbum de Les aventures de Tintín creat per Hergé el 1942 en mig de la Segona Guerra Mundial. A partir d'aquesta obra, els àlbums següents foren editats en color. Va ser traduït al català per Joaquim Ventalló i Vergés.
En aquest àlbum hi apareix Porfirio Bolero y Calamares, un científic de la Universitat de Salamanca, presumptament especialitzat en astrofísica. És l'únic personatge de nacionalitat espanyola que apareix a les aventures de Tintín. Escrit i publicat sota l'ocupació nazi de Bèlgica, només hi apareixen figures secundàries de països amics d'Alemanya, o neutres. Després de la guerra Hergé en va editar una nova edició a la qual els aspectes més antisemites van ser una mica afluixats. El financer dolent Blumenstein de la versió de 1942, nom de conotació jueva esdevé «von Bohlwinkel», nom brussel·lenc que al·ludeix a una botiga de llaminadures.
El 1982, l'artista belga Jan Bucquoy en va publicar una paròdia La vie sexuelle de Tintin («la vida sexual de Tíntin») al qual el bolet del frontis ésdevé un gran fal·lus. Tot això no va plaure als hereus i la fundació Moulinsart que té tradició de demander els parodistes i que generalment perd, davant del dret artístic a la parodia.

## Argument
Un meteorit gegant s'acosta a la Terra i pot causar la fi del món, però només en cau un fragment a l'oceà Àrtic. Amb la col·laboració d'un científic organitzen una expedició per veure'l i competeixen amb un altre vaixell per arribar primers. Allí descobreixen un nou element que té la propietat d'engrandir tot allò que hi estigui en contacte. Hergé va publicar aquesta idea de la fi del món durant l'època del desembarcament de Normandia i hi tracta la rivalitat pel progrés entre Europa i els Estats Units representada per la cursa entre els dos vaixells.